# یواس‌اس استوارت (دی‌دی-۱۳)
یواس‌اس استوارت (دی‌دی-۱۳) (به انگلیسی: USS Stewart (DD-13)) یک کشتی بود که طول آن ۲۴۵ فوت (۷۵ متر) بود. این کشتی در سال ۱۹۰۱ ساخته شد.